# Odontria decepta
Odontria decepta är en skalbaggsart som beskrevs av Given 1952. Odontria decepta ingår i släktet Odontria och familjen Melolonthidae. Inga underarter finns listade i Catalogue of Life.